# ۷۲۱۲ آرتازرکسیز
سیارک ۷۲۱۲ آرتازرکسیز (اردشیر) (به انگلیسی: 7212 Artaxerxes، نامگذاری:2155T-2) هفت هزار و دویست و دوازدهمین سیارک کشف شده‌است که در ۲۹ سپتامبر ۱۹۷۳ کشف شد.
قدر مطلق سیارک برابر ۱۴٫۳۰ است.
این سیارک به نام اردشیر دوم شاه هخامنشی نام گذاری شده‌است.